# Karmouz ostroma
Karmouz ostroma (eredeti cím: Karmouz War vagy No Surrender) 2018-ban bemutatott brit-egyiptomi háborús-akciófilm, melyet Peter Mimi rendezett, valamint Mimi és Mohamed El Sobky írt. A főszereplők Amir Karara, Ghadah Abdulrazeq, Ahmed el-Sakka, Bayyumi Fuad és Scott Adkins.
Az ITN Distribution jelentette meg DVD-n 2019. április 2-án. Magyarországon DVD-n jelent meg szinkronizálva, 2020 november elején.

## Cselekmény
Youssef Al-Masry, az egyiptomi rendőrség alezredese megbosszulja az egyik helyi lány „becsületét”, akit két brit katona megerőszakolt. Ökölharc és fegyveres üldözés után az egyik katona meghal, a másikat börtönbe zárják. Al-Masry nem hajlandó szabadon bocsátani ezt a katonát, így a brit hadsereg körülveszi a rendőrséget.
Amint a őrsöt tankok és erősen páncélozott brit katonák veszik körül, Al-Masry kénytelen szabadon engedi a foglyok nagy részét, akik fegyvertársai lesznek a britek elleni harcban.

## Szereplők
| Szerep                    | Színész           | Magyar hang       |
| ------------------------- | ----------------- | ----------------- |
| Youssef Al Masry          | Amir Karara       | Dózsa Zoltán      |
| Éjszakai pillangó / Zauba | Ghadah Abdulrazeq | Orosz Helga       |
| N/A                       | Ahmed el-Sakka    |                   |
| Noel                      | Rogina            | Bérces Gabriella  |
| Patten                    | N/A               | Pánics Lilla      |
| Ezzat el wahsh            | Mahmoud Hemida    | Koncz István      |
| Hend                      | Mayan El Sayed    | Hermann Lilla     |
| Sandoali                  | Bayoumi Fouad     | Dézsy Szabó Gábor |
| Asforh                    | Mostafa Khater    | Baráth István     |
| Őrült fogoly              | Scott Adkins      | Seder Gábor       |
| Adam Frank tábornok       | N/A               | Várkonyi András   |
| Solé hadnagy              | N/A               | Bódy Gergely      |
| Asis őrmester             | N/A               | Bácskai János     |
| Abraham                   | N/A               | Szokol Péter      |
| Amza                      | N/A               | Kapácsy Miklós    |

További magyar hangok: Bodrogi Attila, Király Adrián, Orosz Gergely, Kádár-Szabó Bence, Petridisz Hrisztosz, Bartók Borbála, Mayer Marcell